# Torneo masculino de rugby 7 en los Juegos de la Mancomunidad de 2018
El torneo masculino de rugby 7 en los Juegos de la Mancomunidad de 2018, fue la sexta vez que se hizo presente el rugby en los juegos.
Se disputó en el Robina Stadium de Gold Coast, Queensland, Australia.

## Desarrollo

### Grupo A
| Pos. | Equipo             | Encuentros | Encuentros | Encuentros | Encuentros | Tantos  | Tantos    | Tantos     | Puntos |
| Pos. | Equipo             | jugados    | ganados    | empatados  | perdidos   | a favor | en contra | diferencia | Puntos |
| ---- | ------------------ | ---------- | ---------- | ---------- | ---------- | ------- | --------- | ---------- | ------ |
| 1    | Sudáfrica          | 3          | 3          | 0          | 0          | 121     | 5         | 116        | 9      |
| 2    | Escocia            | 3          | 2          | 0          | 1          | 73      | 26        | 47         | 7      |
| 3    | Papúa Nueva Guinea | 3          | 1          | 0          | 2          | 31      | 84        | -53        | 5      |
| 4    | Malasia            | 3          | 0          | 0          | 3          | 5       | 115       | -110       | 3      |

#### Resultados
| 14 de abril | Escocia | 24 - 0 | Papúa Nueva Guinea |  |  |

| 14 de abril | Sudáfrica | 43 - 0 | Malasia |  |  |

| 14 de abril | Escocia | 41 - 0 | Malasia |  |  |

| 14 de abril | Sudáfrica | 52 - 0 | Papúa Nueva Guinea |  |  |

| 14 de abril | Papúa Nueva Guinea | 31 - 5 | Malasia |  |  |

| 14 de abril | Sudáfrica | 26 - 5 | Escocia |  |  |

### Grupo B
| Pos. | Equipo     | Encuentros | Encuentros | Encuentros | Encuentros | Tantos  | Tantos    | Tantos     | Puntos |
| Pos. | Equipo     | jugados    | ganados    | empatados  | perdidos   | a favor | en contra | diferencia | Puntos |
| ---- | ---------- | ---------- | ---------- | ---------- | ---------- | ------- | --------- | ---------- | ------ |
| 1    | Inglaterra | 3          | 3          | 0          | 0          | 97      | 22        | 75         | 9      |
| 2    | Australia  | 3          | 2          | 0          | 1          | 73      | 38        | 35         | 7      |
| 3    | Samoa      | 3          | 1          | 0          | 2          | 43      | 64        | -21        | 5      |
| 4    | Jamaica    | 3          | 0          | 0          | 3          | 17      | 106       | -89        | 3      |

#### Resultados
| 14 de abril | Australia | 24 - 7 | Samoa |  |  |

| 14 de abril | Inglaterra | 38 - 5 | Jamaica |  |  |

| 14 de abril | Australia | 32 - 5 | Jamaica |  |  |

| 14 de abril | Inglaterra | 33 - 0 | Samoa |  |  |

| 14 de abril | Samoa | 36 - 7 | Jamaica |  |  |

| 14 de abril | Inglaterra | 26 - 17 | Australia |  |  |

### Grupo C
| Pos. | Equipo        | Encuentros | Encuentros | Encuentros | Encuentros | Tantos  | Tantos    | Tantos     | Puntos |
| Pos. | Equipo        | jugados    | ganados    | empatados  | perdidos   | a favor | en contra | diferencia | Puntos |
| ---- | ------------- | ---------- | ---------- | ---------- | ---------- | ------- | --------- | ---------- | ------ |
| 1    | Nueva Zelanda | 3          | 3          | 0          | 0          | 127     | 14        | 113        | 9      |
| 2    | Kenia         | 3          | 2          | 0          | 1          | 80      | 50        | 30         | 7      |
| 3    | Canadá        | 3          | 1          | 0          | 2          | 64      | 59        | 5          | 5      |
| 4    | Zambia        | 3          | 0          | 0          | 3          | 0       | 148       | -148       | 3      |

#### Resultados
| 14 de abril | Canadá | 10 - 26 | Kenia |  |  |

| 14 de abril | Nueva Zelanda | 54 - 0 | Zambia |  |  |

| 14 de abril | Canadá | 47 - 0 | Zambia |  |  |

| 14 de abril | Nueva Zelanda | 40 - 7 | Kenia |  |  |

| 14 de abril | Kenia | 47 - 0 | Zambia |  |  |

| 14 de abril | Nueva Zelanda | 33 - 7 | Canadá |  |  |

### Grupo D
| Pos. | Equipo    | Encuentros | Encuentros | Encuentros | Encuentros | Tantos  | Tantos    | Tantos     | Puntos |
| Pos. | Equipo    | jugados    | ganados    | empatados  | perdidos   | a favor | en contra | diferencia | Puntos |
| ---- | --------- | ---------- | ---------- | ---------- | ---------- | ------- | --------- | ---------- | ------ |
| 1    | Fiyi      | 3          | 3          | 0          | 0          | 138     | 22        | 116        | 9      |
| 2    | Gales     | 3          | 2          | 0          | 1          | 90      | 38        | 52         | 7      |
| 3    | Uganda    | 3          | 1          | 0          | 2          | 38      | 95        | -57        | 5      |
| 4    | Sri Lanka | 3          | 0          | 0          | 3          | 27      | 138       | -111       | 3      |

#### Resultados
| 14 de abril | Gales | 31 - 5 | Uganda |  |  |

| 14 de abril | Fiyi | 63 - 5 | Sri Lanka |  |  |

| 14 de abril | Gales | 42 - 12 | Sri Lanka |  |  |

| 14 de abril | Fiyi | 54 - 0 | Uganda |  |  |

| 14 de abril | Uganda | 33 - 10 | Sri Lanka |  |  |

| 14 de abril | Fiyi | 21 - 17 | Gales |  |  |

### Fase final

#### Definición 5° al 8° puesto
|  | Semifinal | Semifinal | Semifinal |         |           | 5° puesto | 5° puesto | 5° puesto |  |
|  |           |           |           |         |           |           |           |           |  |
|  |           |           |           |         |           |           |           |           |  |
|  | Kenia     | Kenia     | 5         |         |           |           |           |           |  |
|  | Kenia     | Kenia     | 5         |         |           |           |           |           |  |
|  | Australia | Australia | 33        |         |           |           |           |           |  |
|  | Australia | Australia | 33        |         | Australia | Australia | 26        |           |  |
|  |           |           |           |         | Australia | Australia | 26        |           |  |
|  |           |           | Escocia   | Escocia | 0         |           |           |           |  |
|  | Gales     | Gales     | Escocia   | Escocia | 0         | 12        |           |           |  |
|  | Gales     | Gales     |           |         |           | 12        |           |           |  |
|  | Escocia   | Escocia   | 19        |         |           | 7° puesto | 7° puesto | 7° puesto |  |
|  | Escocia   | Escocia   | 19        |         |           | 7° puesto | 7° puesto | 7° puesto |  |
|  |           |           |           |         |           |           |           |           |  |
|  |           |           |           |         |           | Kenia     | Kenia     | 24        |  |
|  |           |           |           |         |           | Kenia     | Kenia     | 24        |  |
|  |           |           |           |         |           | Gales     | Gales     | 28        |  |
|  |           |           |           |         |           | Gales     | Gales     | 28        |  |
|  |           |           |           |         |           |           |           |           |  |

#### Medalla de oro
|  | Semifinal     | Semifinal     | Semifinal |      |               | Final de oro    | Final de oro    | Final de oro    |  |
|  |               |               |           |      |               |                 |                 |                 |  |
|  |               |               |           |      |               |                 |                 |                 |  |
|  | Inglaterra    | Inglaterra    | 12        |      |               |                 |                 |                 |  |
|  | Inglaterra    | Inglaterra    | 12        |      |               |                 |                 |                 |  |
|  | Nueva Zelanda | Nueva Zelanda | 17        |      |               |                 |                 |                 |  |
|  | Nueva Zelanda | Nueva Zelanda | 17        |      | Nueva Zelanda | Nueva Zelanda   | 14              |                 |  |
|  |               |               |           |      | Nueva Zelanda | Nueva Zelanda   | 14              |                 |  |
|  |               |               | Fiyi      | Fiyi | 0             |                 |                 |                 |  |
|  | Sudáfrica     | Sudáfrica     | Fiyi      | Fiyi | 0             | 19              |                 |                 |  |
|  | Sudáfrica     | Sudáfrica     |           |      |               | 19              |                 |                 |  |
|  | Fiyi          | Fiyi          | 24        |      |               | Final de bronce | Final de bronce | Final de bronce |  |
|  | Fiyi          | Fiyi          | 24        |      |               | Final de bronce | Final de bronce | Final de bronce |  |
|  |               |               |           |      |               |                 |                 |                 |  |
|  |               |               |           |      |               | Inglaterra      | Inglaterra      | 21              |  |
|  |               |               |           |      |               | Inglaterra      | Inglaterra      | 21              |  |
|  |               |               |           |      |               | Sudáfrica       | Sudáfrica       | 14              |  |
|  |               |               |           |      |               | Sudáfrica       | Sudáfrica       | 14              |  |
|  |               |               |           |      |               |                 |                 |                 |  |

### Medallero
| Evento | Oro           | Plata | Bronce     |
| ------ | ------------- | ----- | ---------- |
|        | Nueva Zelanda | Fiyi  | Inglaterra |